# زنايدة بويحياوي
زنايدة بويحياوي (21 أغسطس 1995) ممثلة جزائرية.

## عن حياتها
استطاعت تجمع بين التمثيل والدراسة حاليًا في السنة الثانية لغات اجنبية بثانوية (توفيق المدني) تخصص لغة اسبانية وهي أيضًا لاعبة في فريق (اتحاد المحمدية) للكرة الطائرة. وقبلها تعلمت الرقص في سن العاشرة وكانت سباحة في سن الحادية عشر. التحقت براديو البهجة في برنامج (احنا اولادنا) وظهرت في أكثر من 30 ومضة اشهارية وتمرنت عامًا كاملًا بالمسرح وكانت بطلة مسرحية (ثلجة) التي تحكي قصة (سنووايت):(بياض الثلج).

## أعمالها

### في التلفزيون
- مسلسل الذكرى الاخيرة
- مسلسل القلادة
- سلسلة دار الوزير

### في المسرح
- مسرحية ثلجة .

## روابط خارجية
- زنايدة بويحياوي على موقع قاعدة بيانات الأفلام العربية